# 세키네 에이고
세키네 에이고(일본어: 関根 永悟, 1981년 9월 11일 ~ )는 일본의 전 축구 선수이다.

## 구단 경력
과거 에히메 FC에서 활동하였다.